# جون برادي
جون برادي (بالإنجليزية: John R. Brady) (و. – 1891 م)هو محامي من الولايات المتحدة الأمريكية .
وهو عضو في الحزب الديمقراطي الأمريكي .